# Рафаел Левакович
Рафаел или в българските източници Рафаил Левакович (на хърватски: Rafael Levaković) е хърватски католически духовник и писател от XVII век. Левакович е активен католически мисионер сред православните и поставя основите на славянската католическа литургия - автор е на „Schismatis destructio ad reducendos et uniendos cum Romano Pontifice schismaticos“ (За унищожението на схизмата и съединението на схизматиците с Римската църква).

## Биография
Роден е в 1597, 1600 или 1607 година в Ястребарско. Влиза във Францисканския орден. В 1626 година Левакович пристига в Рим и постъпва на служба в Конгрегацията за разпространение на вярата, в която остава до края на живота си.
Левакович се бори против въвеждането на кирилицата в богослужението, но не успява да преодолее кирилската традиция на украинските униати. В съзвучие с политиката на Ватикана за езиково и верско обединение на славяните под егидата на Курията, Левакович започва униатска русификация на глаголическите църковни книги. Прави глаголически издания на римските църковни книги, предназначени за православните. Издава глаголически буквар и требник (мисал), на базата на реформирания латински требник. След требника Левакович и Конгрегацията планират издаването на бревиар, ритуал, катехизис и речник и граматика на църковнославянския език. В 1635 година пише мисионерския „Изправник за йереи изповедници и за покорни“. В 1637 година австрийският император го номинира за смедеревски епископ, но изборът не е потвърден от папата. В 1638 година развива дейност във Виена във връзка с инициативата османците да върнат на католиците Светите места в Палестина. След това в Унгария и България се опитва да установи самостоятелността на Францисканския орден. В България, пристига, за да уреди проблемите между Францисканската мисия, въздигната в кустодия, и софийския епископ Илия Маринов, резидиращ в католическия център Чипровци. Левакович пристига в Чипровци като commisarius visitator и изработва специален устав за уредбата на българската кустодия, който има за цел да засили дисциплината на католическите духовници в България.
След това с помощта на загребския епископ Бенедикт Винкович се опитва да стане „епископ на власите“ (тоест на православните) в Хърватия, тъй като номинираният от императора Максим Предоевич се отказва от унията. След като в 1642 година униатски епископ става Гаврил Предоевич, Левакович се връща в Рим и продължава да изпълнява задачи на Конгрегацията за разпространение на вярата. Левакович интензивно се занимава с исторически компилации, подобно на неговия учител Франьо Главинич. Свободно преписва и променя историческите избори и прави нова редакция на Дуклянската летопис и на Historia Salonitana на Тома Архидякон. Поддържа кирилската кореспонденция на венециянския провидур. Левакович смята хърватите за автохтонен народ на Балкините, идентичен с илирите, че авторът на глаголицата е Йероним и че руската редакция на църковнославянския е майчиният славянски език, който трябва да стане книжовният език на всички славяни. Духовен учител е на Юрай Крижанин.
На 27 май 1647 година е назначен и на 2 юни 1647 година е ръкоположен за охридски архиепископ.
Умира на 1 декември 1649 или в 1650 година в Зара, на път за епископската си катедра.